# Keegan-Michael Key
Keegan-Michael Key (Southfield, Michigan; 22 de marzo de 1971) es un actor, comediante, guionista y productor estadounidense, reconocido por su participación en producciones como Parks and Recreation, Dolemite is my Name, The Star y The Prom.

## Carrera
Protagonizó la serie de sketches de Comedy Central Key & Peele (2012-2015) y coprotagonizó la serie de comedia de USA Network Playing House (2014-2017). Pasó seis temporadas como miembro del elenco de Mad TV (2004-2009) y ha hecho varias apariciones como invitado en la versión estadounidense de Whose Line is it Anyway? en la cadena The CW.
En 2014 apareció en la primera temporada de la serie de FX Fargo. Entre 2013 y 2015 tuvo un papel recurrente en la sexta, séptima y última temporada de la serie de NBC Parks and Recreation. Fue el anfitrión de la versión estadounidense de The Planet's Funniest Animals en el canal Animal Planet desde 2005 hasta el final de la serie en 2008.
Ha tenido papeles secundarios en varias películas, como Let's Be Cops (2014), Tomorrowland (2015) y Pitch Perfect 2 (2015). En 2017, Key hizo su debut en Broadway en la comedia Meteor Shower, de Steve Martin.

## Filmografía

### Cine y TV

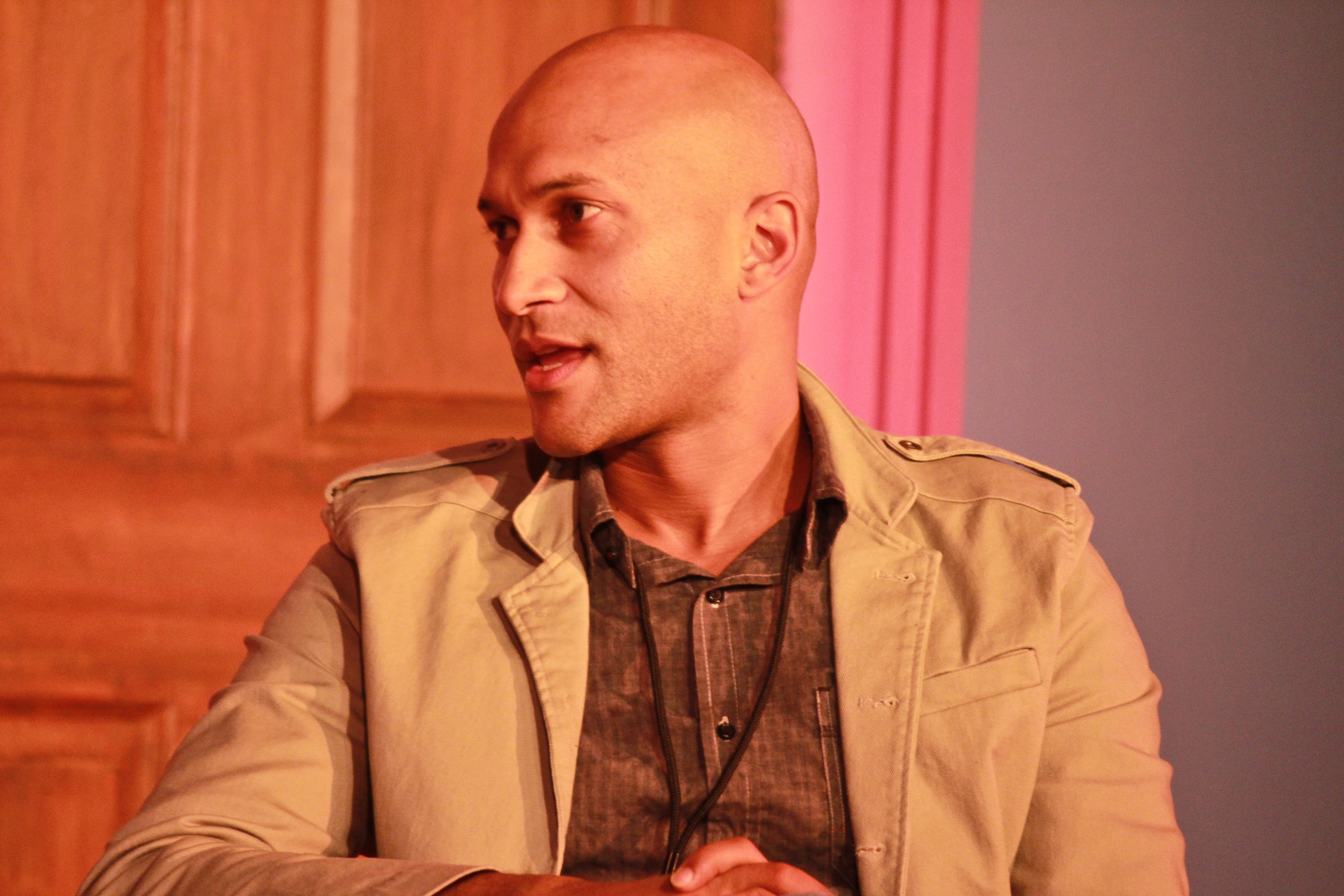
Key en 2012.

| Año  | Título                                | Personaje                 | Notas        |
| ---- | ------------------------------------- | ------------------------- | ------------ |
| 1999 | Get the Hell Out of Hamtown           | J                         |              |
| 2000 | Garage: A Rock Saga                   | Mánager del estudio       |              |
| 2003 | Uncle Nino                            | Extraño del aeropuerto    |              |
| 2004 | Mr. 3000                              | Reportero                 |              |
| 2006 | Alleyball                             | Curt Braunschweib         |              |
| 2006 | Grounds Zero                          | Arch                      | Cortometraje |
| 2007 | Sucker For Shelley                    | Michael                   | Cortometraje |
| 2008 | Yoga Matt                             | Matt                      | Cortometraje |
| 2008 | Role Models                           | Duane                     |              |
| 2008 | Land of Arabia                        | Dwayne                    | Cortometraje |
| 2010 | Welcome to the Jungle Gym             | Mike McKenzie             | Cortometraje |
| 2010 | Due Date                              | New Father                |              |
| 2011 | Just Go With It                       | Ernesto                   |              |
| 2011 | Bucky Larson: Born to Be a Star       | Guinness Man              |              |
| 2012 | Wanderlust                            | Marcys Flunkie            |              |
| 2013 | How I Met Your Mother                 | Calvin                    | 1 Episodio   |
| 2013 | Hell Baby                             | F'Resnel                  |              |
| 2013 | Afternoon Delight                     | Bo                        |              |
| 2013 | Parks and Recreation                  | Joe                       |              |
| 2014 | The Lego Movie                        | Frank the Foreman         | Voz          |
| 2014 | Teacher of the Year                   | Ronald Douche             |              |
| 2014 | Let's Be Cops                         | Pupa                      |              |
| 2014 | Horrible Bosses 2                     | Mike                      |              |
| 2015 | Pitch Perfect 2                       | Jefe de Becca             |              |
| 2015 | Welcome to Happiness                  | Proctor                   |              |
| 2015 | Tomorrowland                          | Hugo Gernsback            |              |
| 2015 | Vacation                              | Jack Peterson             |              |
| 2015 | Hotel Transylvania 2                  | Murray the Mummy          | Voz          |
| 2015 | Freaks of Nature                      | Mr. Keller                |              |
| 2016 | Keanu                                 | Clarence / Smoke Dresden  | Productor    |
| 2016 | Angry Birds: la película              | Peckinpah                 | Voz          |
| 2016 | Don't Think Twice                     | Jack                      |              |
| 2016 | Storks                                | Alpha Wolf                | Voz          |
| 2016 | Why Him?                              | Gustav                    |              |
| 2017 | Win It All                            | Gene                      |              |
| 2017 | The Disaster Artist                   | Él mismo                  | Cameo        |
| 2017 | The Star                              | Dave                      | Voz          |
| 2018 | Hotel Transylvania 3: Summer Vacation | Murray                    | Voz          |
| 2018 | El Depredador                         | Coyle                     |              |
| 2019 | Toy Story 4                           | Ducky                     | Voz          |
| 2019 | El rey león                           | Kamari                    | Voz          |
| 2019 | Angry Birds 2: la película            | Peckinpah                 | Voz          |
| 2019 | Dolemite Is My Name                   | Jerry Jones               |              |
| 2020 | The Prom                              | Tom Hawkins               | Netflix      |
| 2022 | Chip 'n Dale: Rescue Rangers          | Bjornson the Cheesemonger | Voz          |
| 2022 | Pinocho                               | Honrado Juan              | Voz          |
| 2022 | Wendell & Wild                        | Wendell                   | Voz          |
| 2023 | Super Mario Bros.: La película        | Toad                      | Voz          |
| 2023 | Migration                             | Delroy                    | Voz          |
| 2023 | Wonka                                 | Jefe de policía           |              |